# Giovanni del Biondo

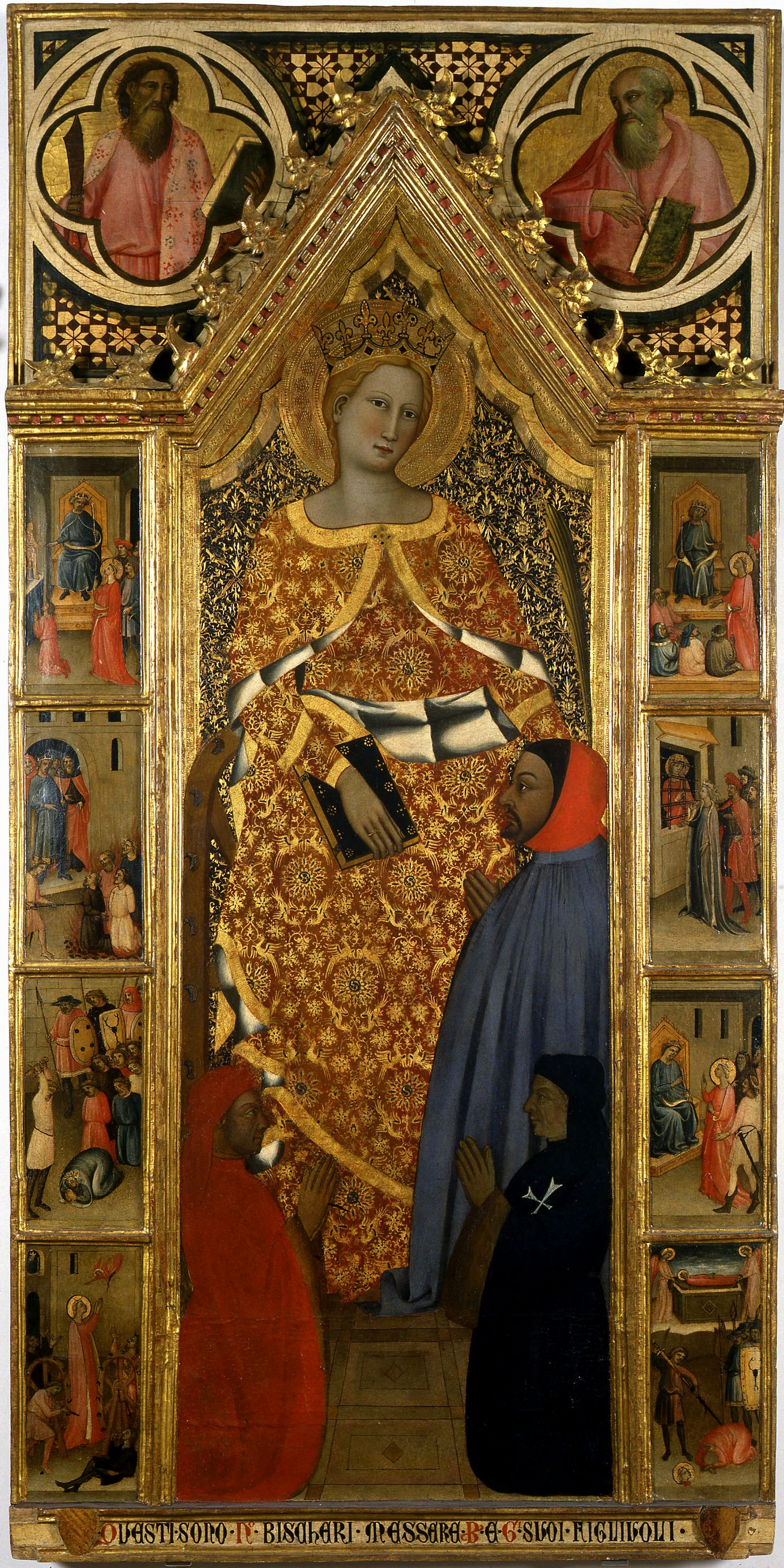
Św. Katarzyna Aleksandryjska i obrazki z jej życia, XIV w., Museo dell’Opera del Duomo, Florencja

Giovanni del Biondo (XIV wiek, Pratovecchio) – malarz włoski.
Posiadamy informacje dotyczące jego życia z lat między 1356 a 1398. Pochodził z Casentino. Dzieła tego mistrza, klasyfikowane jako należące do tzw. szkoły florenckiej, utrzymane w stylu późnego gotyku zachowały się w regionie Toskanii.
Wiele dzieł jest tylko przypisywanych temu średniowiecznemu malarzowi, brakuje bowiem pewnych źródeł historycznych, które pomogłyby w pewnej identyfikacji ich autorstwa. Przykładem mogą być tutaj Martirio di San Sebastiano przechowywany we florenckim Museo dell’opera del Duomo, Storie di San Donnino z kościoła św. Andrzeja w Campi Bisenzio czy też Sant’Andrea in trono w kościele San Casciano w Val di Pesa. To ostatnie dzieło przypisywane jest również Agnolo Gaddi.